# Paridea nigra
Paridea nigra es una especie de insecto coleóptero de la familia Chrysomelidae.
Fue descrita científicamente en 1992 por Yang in Yang.